# Leonel Pontes (homme politique)
Pour les articles homonymes, voir Leonel Pontes.
Leonel Pontes est un homme politique santoméen.

## Biographie
Après avoir travaillé à Genève (Suisse) au comité international de la Croix-Rouge puis aux Nations unies, Leonel Pontes est nommé en décembre 2012 ministre de la Santé et des Affaires sociales du XVe gouvernement constitutionnel présidé par Gabriel Costa.
Il annonce sa démission le 2 janvier 2014, quelques jours après l'annonce d'un remaniement du gouvernement, mis en cause dans une affaire d'abus de fonds publics, de détournement de fonds de Taïwan mis à la disposition du ministère. Il appelle, lors de sa démission, celle de Costa. Pontes aurait mis en place de subventions frauduleuses par lui, sa femme et son frère, résidant en Angola ainsi que pour son directeur de bureau.